# 高須峯造
高須 峯造（たかす みねぞう、1858年5月8日（安政5年3月25日）- 1934年（昭和9年）5月14日）は、明治から昭和初期の日本の弁護士・実業家・政治家。衆議院議員。

## 経歴
伊予国越智郡、のちの愛媛県越智郡近見村を経て現今治市）で、農業・高須吉一郎の四男として生れた。農業を手伝い、漢学塾で学ぶ。1878年（明治11年）大阪の難波学舎で学び、1879年（明治12年）慶應義塾に転じ政治学、経済学を修め、1882（明治15年）に帰郷。代言人（弁護士）となった。
1883年（明治16年）愛媛県会議員の越智郡選出議員の欠員により繰上当選し、以後、連続3期在任した。当初、代言人の藤野政高と親交を持ったが、藤野らが松山士族中心の党派形成を行ったことに反発し、小林信近、井上要らと改進党の組織を設け、井上とは共同法律事務所を設置するなど、終生親交を保った。
1892年（明治25年）2月、第2回衆議院議員総選挙（愛媛県第2区）で当選しし、衆議院議員に1期在任したが、その後、第4回総選挙まで連続で落選したため、政界の第一線から身を引いた。その後、『愛媛新報』の編集者も務め、1904年（明治37年）同社長となる。1913年（大正2年）立憲同志会が結成され同愛媛支部長となり、同会が憲政会に改組されると同愛媛支部長を務めた。経済界では、愛媛鉄道社長、松山瓦斯社長、久万索道社長、松山米穀取引所理事長などを務めたが、経営状況は思わしくなかった。
1918年（大正7年）還暦となり弁護士を廃業し企業役員を退任して、普選運動に加わり、1919年（大正8年）愛媛県普通選挙期成同盟会の結成に参画した。1921年（大正10年）普選運動機関紙『四国毎日新聞』を発刊したが3ヶ月で廃刊となった。武藤山治の実業同志会愛媛支部長を務め、1924年（大正13年）5月の第15回総選挙（愛媛県第1区）で選挙運動を行ったが落選した。
その後、社会主義運動に関心を寄せ、1928年（昭和3年）2月、第16回総選挙（第1回普通選挙、愛媛県第2区）で小岩井浄を応援したが落選した。このため、当局の監視下に置かれ、経済的にも困難となり、自宅を売却し、同年8月、長男のいる神戸に転居。1934年9月、横浜市鶴見区の居宅で死去した。

## 国政選挙歴
- 第1回衆議院議員総選挙（愛媛県第2区、1890年7月、立憲改進党）落選[4]
- 第2回衆議院議員総選挙（愛媛県第2区、1892年2月、議員集会所）当選[4]
- 第3回衆議院議員総選挙（愛媛県第2区、1894年3月、立憲改進党）次点落選[4]
- 第4回衆議院議員総選挙（愛媛県第2区、1894年9月、立憲改進党）落選[5]
- 第15回衆議院議員総選挙（愛媛県第1区、1924年5月、無所属）落選[7]